# Alexander Dreyschock
Alexander Dreyschock (Zak, Caslau (Bohemen) 15 oktober 1818 - Venetië, 1 april 1869) was een Tsjechisch (Boheems) pianist en componist uit de 19e eeuw.
Dreyschock heeft gestudeerd bij Jan Tomasek in Praag en speelde de klassieken feilloos, bijna acrobatisch, doch koel en prozaïsch.
Hij moet een van de grootste pianovirtuozen zijn geweest uit de negentiende eeuw. Heinrich Heine was aanwezig geweest tijdens een pianorecital dat Dreyschock gaf in de Erard concertzaal in Parijs en berichtte daar het volgende over:..”Hij maakt een hels kabaal. Het lijkt alsof er ‘Drieschocken’ spelen in plaats van één Dreyschock. Aangezien de wind op de avond van zijn concert zuid west was, moeten ze de geweldige geluiden in Augsburg gehoord hebben. Op zo'n afstand moet het effect echter aangenaam zijn geweest. Hier, in deze concertzaal aan de Seine, was het een regelrechte aanslag op de trommelvliezen. Ga maar wat anders doen, Franz Liszt! Vergeleken met deze dondergod ben je slechts een gewoon briesje!...” Dreyschock had dus kennelijk een stevig toucher.
Hij presteerde het ook om de linkerhand arpeggio’s van de Revolutie etude van Frederic Chopin (op.10 nr.12) in octaven te spelen....in het juiste voorgeschreven tempo! Liszt deed hem dat na tijdens een pianorecital met de Bijen etude (op. 25 nr.2) van Chopin. Dreyschock was de eerste componist die stukken schreef voor de linkerhand. De grootste sensatie op dit gebied was zijn Grande Variation sur l’air: God Save the Queen (ergens vóór 1854 geschreven en uitgegeven door Uitgeverij André in 1862). Als muziek ons iets vertelt over de maker ervan, dan moet Dreyschock, indien hij het in tempo heeft gespeeld, een verbluffend goede linkerhand hebben gehad. De pianopedagoog Johann Cramer grapte dat Dreyschock geen linkerarm had maar twee rechterarmen.
Wat zijn tekortkomingen ook waren als musicus, als pianist verbaasde hij iedereen met zijn enorme techniek. Een recensent schreef destijds over een nieuwe drie-eenheid van pianisten 'waarvan Liszt de vader is, Thalberg de zoon en Dreyschock de heilige geest'. Toch was niet iedereen laaiend enthousiast over Dreyschock. Ignaz Moscheles vond hem:....." een jonge energieke pianist met veel spierkracht in huis met een delicaat toucher en een krachtige linkerhand, maar wel een die slechts 12 stukken kan spelen van achter naar voren, die geen stijl heeft en geen noten kan lezen(?!)..."
Maar Dreyschock kon ongetwijfeld meer dan alleen acrobatische toeren uithalen op een piano. Toen hij acht jaar oud was gaf hij al zijn eerste openbare concert en in 1838 en op 20-jarige leeftijd hield hij zijn eerste Europese tournee.Anton Rubinstein vroeg hem om hoofdleraar piano te worden op zijn conservatorium in St. Petersburg in 1862 en directeur van de keizerlijke school voor toneelmuziek aldaar. Hij was daarnaast ook pianist aan het hof van de tsaar. Hij heeft dat zes jaar lang vol gehouden. Zijn slechte gezondheid noodzaakte hem te vertrekken uit Rusland.

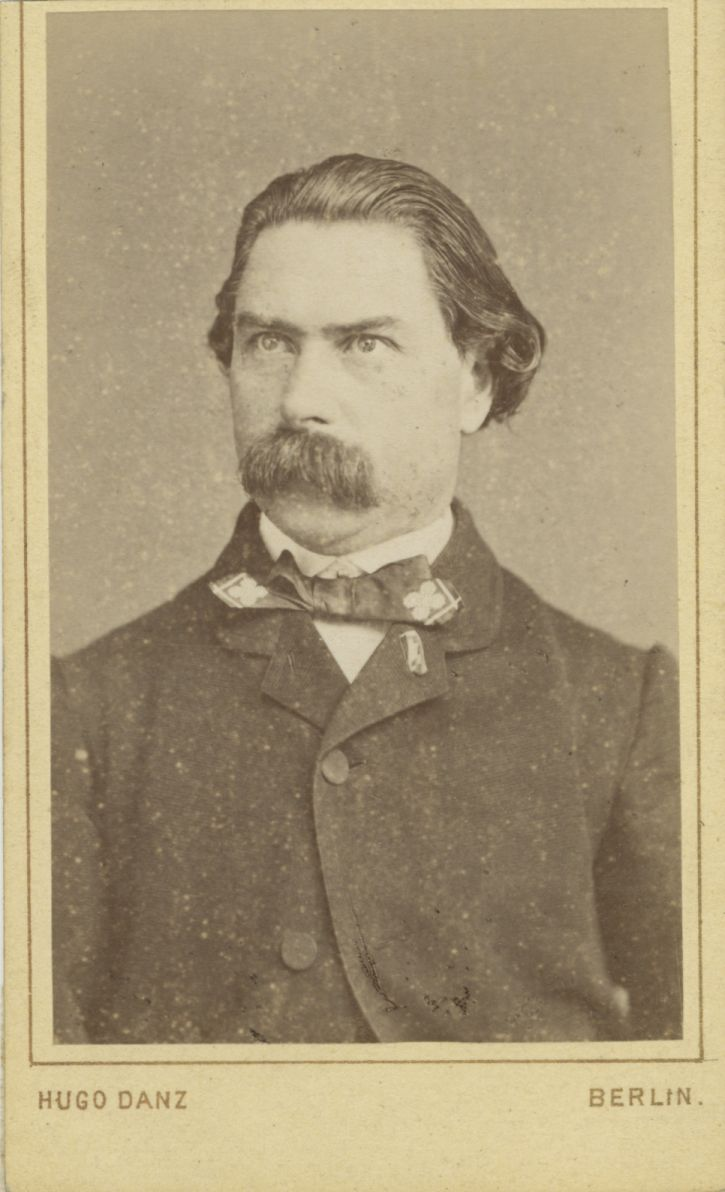
Alexander Dreyschock omstreeks 1860

Van zijn composities wordt praktisch niets meer uitgevoerd. Hij heeft een pianoconcert geschreven in de stijl van Mendelssohn en opgedragen aan muziekcriticus en dirigent Hans von Bülow. Het is pas in 1998 door pianist Piers Lane voor het eerst opgenomen en op cd gezet.
Dreyschock schreef verder veel salonmuziek, een sonate voor piano, een rondo voor piano en orkest, een ouverture voor orkest en een strijkkwartet. In 1868 vertrok Dreyschock naar Venetië vanwege zijn slechte gezondheid. In 1869, nog geen jaar later, overleed hij daar aan tbc op 50-jarige leeftijd.
Op verzoek van zijn familie is hij begraven in Praag.